# Каменник (гмина)
Каменник (пол. Kamiennik) — сельская гмина (волость) в Польше, входит как административная единица в Нысский повет, Опольское воеводство. Население — 3763 человека (на 2004 год).

## Демография
| Перепись                       | Всего   | Всего | Женщины | Женщины | Мужчины | Мужчины |
| ------------------------------ | ------- | ----- | ------- | ------- | ------- | ------- |
| Единицы                        | человек | %     | человек | %       | человек | %       |
| Население                      | 3763    | 100   | 1892    | 50,3    | 1871    | 49,7    |
| Плотность населения (чел./км²) | 42,2    | 42,2  | 21,2    | 21,2    | 21      | 21      |

## Сельские округа
1. Бяловежа
2. Цешановице
3. Хоцебуж
4. Говоровице
5. Каменник
6. Карловице-Мале
7. Карловице-Вельке
8. Клодобок
9. Липники
10. Огонув
11. Шкляры
12. Вилемовице
13. Зужице
14. Сёдлары
15. Сулишув
16. Тарнув

## Соседние гмины
1. Гмина Гродкув
2. Гмина Отмухув
3. Гмина Пакославице
4. Гмина Пшеворно
5. Гмина Зембице